# Estação Vårberg
A Estação Vårberg é uma das estações do Metropolitano de Estocolmo, situada no condado sueco de Estocolmo, entre a Estação Vårby gård e a Estação Skärholmen. Faz parte da Linha Vermelha.
Inaugurada em 2 de dezembro de 1967, atende a localidade de Vårberg, situada na comuna de Estocolmo.
Encontra-se a oeste da praça Vårbergstorget, consistindo de uma plataforma ao ar livre, com entra a partir do sul. Situa-se a 12,6 quilómetros de distância da estação de Slussen. Possui decoração sob a forma de mosaicos, da autoria de Maria Ängquist Klyvare, datando de 1996.

| Oeste ou norte              |  |              |  | Leste ou Sul                                  |
| --------------------------- |  | ------------ |  | --------------------------------------------- |
| Vårby gård sentido Norsborg |  | Line 13 (en) |  | Skärholmen sentido Ropsten metro station (en) |
| editar no Wikidata          |  |              |  |                                               |